# Taghafte

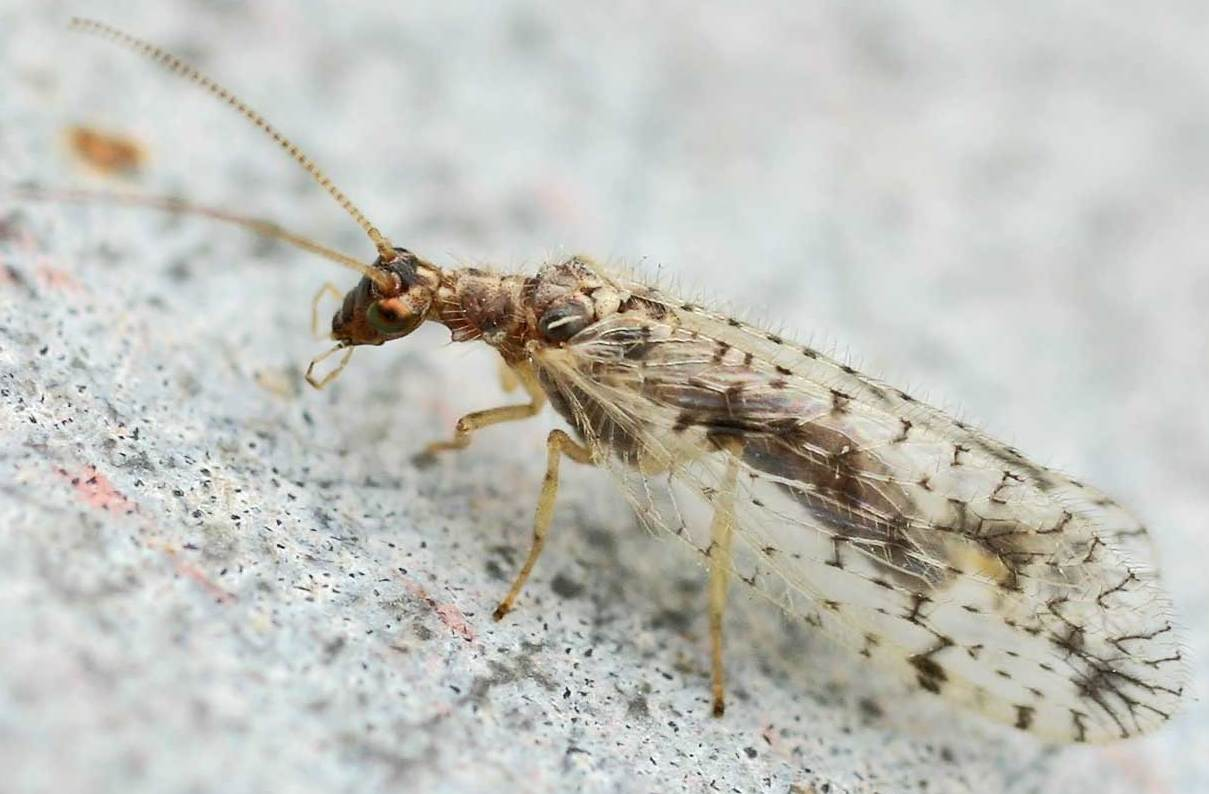
Micromus variegatus

Die Taghafte (Hemerobiidae), auch als Braune Florfliegen bekannt, bilden mit etwa 40 Arten in Mitteleuropa die größte einheimische Familie in der Ordnung der Netzflügler, weltweit gibt es über 500 Arten. Sie ähneln den Florfliegen, sind aber meist kleiner und haben keine grüngefärbten Flügel, sondern meist graue oder braune.

## Merkmale
Mit etwa 30 Millimeter Spannweite ist Drepanepteryx phalaenoides die größte einheimische Art der Taghafte, deutlich erkennbar auch an den am Hinterrand ausgebuchteten, braunen Flügeln, die dem Tier das Aussehen eines welken Blattes verleihen (Mimese), ein Eindruck, der noch dadurch verstärkt wird, dass bei Gefahr der Kopf zwischen den Flügeln versteckt wird.
Alle anderen Vertreter der Taghafte sind klein bis mittelgroß mit Spannweiten zwischen 10 und 30 Millimetern. Die meisten Arten sind braun, haben aber häufig klare Flügel ohne den auffälligen Hinterrand der oben beschriebenen Art. Vorder- und Hinterflügel besitzen Kopplungsstrukturen, durch die sie im Flug miteinander verbunden werden. Die Hinterflügel sind bei einigen Gattungen verkrüppelt oder fehlen ganz. Der Kopf besitzt kleine Punktaugen, die Antennen sind lang und perlschnurartig.

## Lebensweise
Die Taghafte leben als Larven wie auch als erwachsene Tiere räuberisch und ernähren sich hauptsächlich von Blattläusen, weshalb die Larven auch Blattlauslöwen genannt werden. Unter Gärtnern sind sie darum als Nützlinge bekannt, wogegen sie ansonsten eher zu den unbekannteren Insektengruppen gehören. Einige Arten kommen in hohen Populationsdichten vor.
Die Eier werden meist auf Blättern, Rinde oder anderen Pflanzenteilen in der Nähe von Blattlauskolonien abgelegt, im Gegensatz zu den Eiern der Florfliegen verfügen sie über keinen oder nur einen sehr kurzen Stiel.

## Larvalentwicklung
Die Larven der Taghafte besitzen sehr gut entwickelte Schreitbeine und auffällige, gekrümmte Mundwerkzeuge. Im Vergleich zu Florfliegenlarven sind sie weniger beborstet und haben keine Höcker an den Körperseiten. Eine Larve frisst etwa 20 Blattläuse pro Tag. Die Überwinterung geschieht bei den meisten Arten als verpuppungsreife Larve, die sich in ihrem Versteck, etwa einem hohlen Pflanzenstängel, in einen Kokon eingesponnen hat.

## Systematik
Die Taghafte sind trotz äußerer Ähnlichkeit mit den Florfliegen nicht näher verwandt. Innerhalb der Netzflügler sind ihre nächsten Verwandten wahrscheinlich innerhalb eines Taxons aus Staubhaften, Fanghaften, Dilaridae und Berothidae zu finden.
Die in Mitteleuropa vorkommenden Taghafte gehören folgenden  Arten an:
- Unterfamilie Drepanepteryginae
  - Drepanepteryx algida (Erichson in Middendorff, 1851) – Lärchen-Taghaft
  - Drepanepteryx phalaenoides (Linnaeus, 1758) – Sichelflügel-Taghaft
- Unterfamilie Hemerobiinae
  - Hemerobius atrifrons MacLachlan, 1868 – Schwarzstirniger Taghaft
  - Hemerobius contumax Tjeder, 1932 – Schwieriger Taghaft
  - Hemerobius fenestratus Tjeder, 1932 – Gefensteter Taghaft
  - Hemerobius gilvus Stein, 1863 – Flaumeichen-Taghaft
  - Hemerobius handschini Tjeder, 1957 – Handschins Taghaft
  - Hemerobius humulinus Linnaeus, 1758 – Gemeiner Taghaft
  - Hemerobius lutescens Fabricius, 1793 – Gelblicher Taghaft
  - Hemerobius marginatus Stephens, 1836 – Grüner Taghaft
  - Hemerobius micans Olivier, 1792 – Gepunkteter Taghaft
  - Hemerobius nitidulus Fabricius, 1777 – Glänzender Taghaft
  - Hemerobius perelegans Stephens, 1836 – Vornehmer Taghaft
  - Hemerobius pini Stephens, 1836 – Fichten-Taghaft
  - Hemerobius schedli Hölzel, 1970 – Schedls Taghaft
  - Hemerobius simulans Walker, 1853 – Langflügeliger Taghaft
  - Hemerobius stigma Stephens, 1836 – Rotköpfiger Taghaft
  - Wesmaelius balticus (Tjeder, 1931) – Baltischer Taghaft
  - Wesmaelius concinnus (Stephens, 1836) – Sandbrauner Taghaft
  - Wesmaelius cunctatus (Ohm, 1967) – Ohms Taghaft
  - Wesmaelius fassnidgei (Killington, 1933) – Alpiner Taghaft
  - Wesmaelius helveticus (H. Aspock & U. Aspock, 1964)
  - Wesmaelius malladai (Navàs, 1925) – Malladas Taghaft
  - Wesmaelius mortoni (McLachlan, 1899) – Mortons Taghaft
  - Wesmaelius nervosus (Fabricius, 1793) – Nerviger Taghaft
  - Wesmaelius quadrifasciatus (Reuter, 1894) – Vierbindiger Taghaft
  - Wesmaelius ravus (Withcombe, 1923) – Kiefernwald-Taghaft
  - Wesmaelius subnebulosus (Stephens, 1836) – Trüber Taghaft
  - Wesmaelius tjederi (Kimmins, 1963) – Tjeders Taghaft
- Unterfamilie Megalominae
  - Megalomus hirtus (Linnaeus, 1761) – Behaarter Taghaft
  - Megalomus tortricoides Rambur, 1842 – Wickler-Taghaft
- Unterfamilie Microminae
  - Micromus angulatus (Stephens, 1836) – Brauner Taghaft
  - Micromus lanosus (Zeleny, 1962) – Wolliger Taghaft
  - Micromus paganus (Linnaeus, 1767) – Busch-Taghaft
  - Micromus variegatus (Fabricius, 1793) – Bunter Taghaft
- Unterfamilie Notiobellinae
  - Psectra diptera (Burmeister, 1839) – Fliegen-Taghaft
- Unterfamilie Sympherobiinae
  - Sympherobius elegans (Stephens, 1836) – Eleganter Taghaft
  - Sympherobius fuscescens (Wallengren, 1863) – Dunkler Taghaft
  - Sympherobius klapaleki Zeleny, 1963 – Eichenwipfel-Taghaft
  - Sympherobius pellucidus (Walker, 1853) – Durchscheinender Taghaft
  - Sympherobius pygmaeus (Rambur, 1842) – Zwergiger Taghaft